# Ecléa Guazzelli
Ecléa Teresinha Fernandes Guazzelli (faleceu em 12 de julho de 2017) foi deputada estadual no Rio Grande do Sul e presidente da Fundação Nacional do Bem-Estar do Menor (Funabem).

## Biografia
Mestre em educação pela Universidade Federal do Rio Grande do Sul, Ecléa foi professora e posteriormente eleita deputada estadual em novembro de 1982, enquanto filiada ao PMDB, tendo no primeiro mandato ocupado a primeira vice-presidência da Assembleia Legislativa, a deputada exerceu mandatos de 1983 a 1990. Ecléa também foi deputada constituinte em 1988 e fundadora do PSDB.
Foi casada com Sinval Guazzelli, ex-governador do estado do Rio Grande do sul, com quem teve 3 filhas, Paula, Rosana e Mônica.
Uma doença degenerativa colocou Ecléa numa clínica especializada, onde constatou ser portadora  de uma doença incurável.